# Ochtmannien
 Ochtmannien  ist ein Ortsteil des Fleckens Bruchhausen-Vilsen im niedersächsischen Landkreis Diepholz.

## Geographie und Verkehrsanbindung
Der Ort liegt westlich des Kernortes Bruchhausen-Vilsen und südlich von Süstedt an der Landesstraße L 332 und an der östlich verlaufenden B 6.

## Persönlichkeiten
- Diedrich Heinrich Wätjen (auch D. H. Waetjen; * 1785 in Ochtmannien; † 1858 in Bremen), Kaufmann (siehe auch D. H. Wätjen und Co.)
- Diedrich Hermann Wätjen (* 1800 in Ochtmannien; † 1868 in Bremen), Kaufmann und bremischer Konsul in Havanna
- Friedrich Bolte (* 1896 in Schaapsen, Gemeinde Ochtmannien; † 1959 in Neubruchhausen), Politiker